# 吉村明宏のクイズランチ
『吉村明宏のクイズランチ』（よしむらあきひろのクイズランチ）は、1991年9月30日から1992年10月2日までTBS系列局で放送されていたTBS製作のクイズ番組。吉村明宏の冠番組。
放送時間は毎週月曜 - 金曜 12:00 - 12:55 （日本標準時）。

## 概要
クイズを出題していた平日昼の帯番組で、『アッコにおまかせ!』の中継リポーターとして人気を博していた吉村明宏が司会を務めていた。テーマ曲はテンテン（シャドウ・リュウ）の「ベートーベンだねRock'n'Roll」で、ジングルにも使われた。吉村はこの番組開始とともに『おまかせ!』を降板したが、番組終了半年後の1993年4月に復帰し、1998年9月のリニューアルまで出演した。
放送開始前の週には、TBSの社名ロゴが「ミクロコスモス」に変更されることを日比谷シャンテスタジオ（現・TOHOシネマズシャンテ スクリーン3）から伝える番宣特番『何やらスゴイ!』がTBSのみで放送されたが、その際に同特番でこの番組を含めたTBS秋の新番組の紹介も行われた。
1992年10月1日に開局した伊予テレビ（現・あいテレビ）は、9月21日からのサービス放送期間中から開局2日後までの約2週間この番組を放送していた。
吉村にとって初の冠帯番組の司会となったが、低視聴率により番組は1年で終了した。
吉村は所属事務所の先輩である和田アキ子のモノマネで人気者となり冠帯番組の司会者にまでなったことをいいことに、スタッフに対して横柄な態度で接していたことで和田から「スタッフから嫌われてるで」と指摘されるも、それを嫉妬と考え無視した結果、スタッフとの関係も悪化していき低視聴率も重なって番組が終了し、以降は13年間務めた『アッコにおまかせ!』の準レギュラーも降ろされ仕事が激減するなど転落していった。これらの転落の要因について、スタッフに対して上から目線の態度で接していたり、「俺がこの番組を回してる」と高飛車な態度をとったことが原因であることを、吉村がゲスト出演した番組で明かした。

## 出演者

### 司会
- 吉村明宏
- うつみ宮土理
- 福島弓子（TBSアナウンサー(当時)）

### レギュラー
- 久本雅美
- 吉村作治
- 岡江久美子
- 相本久美子
- あき竹城
- 清水由貴子
- 安藤和津
- 小沢遼子
- 高木美也子
- 天地真理
- 一谷伸江
- 加納典明
- 江森陽弘
- 山本晋也
- ピーコ
- 浅茅陽子
- 森末慎二
- 松本伊代
- 桑野信義
- 団しん也
- 他

## スタッフ
- 構成：松岡孝、小川美篤、下村稔
- 技術：秋本浩志（TBS）、千代田ビデオ
- 映像音声照明：WILD DUCKS
- 音響効果：メッセ
- 美術デザイン：アズマリツ(東 立)（当時TBS）
- 美術制作：伊藤隆
- 美術進行：青山維能
- 制作担当：横山久美子
- 協力：日比谷シャンテ／M、ビジョンファーム
- ディレクター：加藤和廣（当時TIXﾖ）、江本稔、鈴木基之
- プロデューサー：斎藤薫（当時TIXﾖ）、棚橋雅史（当時TIXﾖ）、百武健之（当時TIXﾖ）
- 制作：深尾隆一（TBS）、居作昌果（TIXﾖ）
- 制作協力：TIXﾖ
- 製作著作：TBS